# ديشا باتاني
ديشا باتاني (بالإنجليزية: Disha Patani)‏ هي ممثلة هندية تعمل في المقام الأول في الأفلام الهندية. بدأت حياتها المهنية في التمثيل بفيلم Telugu Loafer (2015) أمام Varun Tej. بعد ظهورها لأول مرة في بوليوود في السيرة الذاتية الرياضية MS. دوني: The Untold Story (2016)، لعبت دور البطولة في كوميديا الحركة الصينية Kung Fu Yoga (2017)، والتي تصنف من بين الأفلام الصينية الأعلى ربحًا على الإطلاق. استمرت في لعب دور الاهتمام الرومانسي للشخصية القيادية في أفلام الحركة الهندية الناجحة تجاريًا Baaghi 2 (2018) و Bharat (2019).كانت على علاقة مع نبيل

## وصلات خارجية
- ديشا باتاني على موقع IMDb (الإنجليزية)
- ديشا باتاني على موقع قاعدة بيانات الأفلام العربية
- ديشا باتاني على موقع قاعدة بيانات الفيلم (الإنجليزية)
- ديشا باتاني على موقع كينوبويسك (الروسية)